# 지그문트 바우만
지그문트 바우만(폴란드어: Zygmunt Bauman, 1925년 11월 19일 - 2017년 1월 9일)은 폴란드 출신의 저명한 사회학자이다. 폴란드 연합노동자당이 조직한 반유대주의 축출운동으로 1971년 망명한 이후 영국에서 거주하였다. 리즈 대학교 사회학 교수(1990년부터 명예 교수)로서 바우만은 근대성과 홀로코스트 그리고 포스트모던 소비주의 사이 연관성에 관한 분석으로 매우 잘 알려져 있다. 영국 현지 날짜로 2017년 1월 9일 사망하였다.

## 생애
지그문트 바우만은 1925년 폴란드의 포즈난에서 비유대교의 유대계 폴란드인 부모로부터 태어났다. 1939년 폴란드가 나치에 의해 점령당하였을 때, 그의 가족은 소비에트 연방쪽을 향하여 동쪽으로 탈출하였다. 바우만은 소비에트연방이 지휘하는 폴란드 의용군에 자원하였고, 정치교육 교관으로 복무하였으며 콜버그와 베를린의 전투에 참가하였다. 1945년 5월 무공십자훈장을 받았다.
2006년 5월에, 보수적 잡지 오존에 발표된 폴란드 민족기억연구소의 한 역사가의 반공식적인 진술에 의하면, 1945년부터 1953년까지 바우만은 폴란드 레지스탕스의 잔당과 싸우기 위해 조직된 군사 조직인 KBW에서 비슷한 기능을 수행했다.
그 잡지의 주장에 의하면, 바우만은 상당수의 지하 조직원을 체포했던 부대의 리더로서 활약했다. 게다가, 그 저자는 바우만이 1945년부터 1948년까지 군 첩보기관의 정보원으로 일했다는 증거를 제시한다. 그러나, 당시에 정확히 어떤 상황이었고 어떻게 그만두었는지뿐만 아니라 그의 협력의 실체와 범위는 알려지지 않은 채 남아있다.
가디언 지와의 인터뷰에서, 바우만은 제2차 세계대전 기간에 공산주의 활동에 가담했으며, 그것을 결코 숨긴 적이 없다며 이를 시인했다. 그러나 그는 19세의 나이로 군사 첩보 임무에 가담했고, 그것이 비록 "바보같은" 사무직 일이었다 할지라도 실수였다고 인정하였으며, 누군가를 밀고 했었는지는 기억에 없다고 말했다.
KBW에 복무하는 동안, 바우만은 바르샤바의 폴란드 사회과학원에서 처음 사회학을 공부하기 시작했다. 그는 철학 공부를 하기 위해 - 사회학은 폴란드 교육 과정에서 "부르주아" 학문이라 하여 제외되어 있었다 - 바르샤바 대학교에 진학하였는데, 여기에는 그의 선생이 된 스타니슐파프 오소프스키와 율리안 호치펠드가 포함되어 있었다.
KBW에서 바우만은, 1953년에 그의 부친이 이스라엘로 이주할 목적으로 바르샤바에 있는 이스라엘 대사관에 접촉한 후에, 갑작스러운 불명예 제대하기 전까지는 소령 계급까지 진급을 하였다. 바우만이 그의 부친과 시오니즘 경향성을 공유하지도 않았고, 오히려 그는 강한 반-시오니스트였기 때문에, 그에 대한 면직 처분은 가혹하게 받아들여졌다. 실업 상태에 있는 동안에 그는 석사 학위를 마쳤으며, 1954년에 바르샤바 대학에서 강사가 되어 1968년까지 강의했다.
런던 정경대에 머물고 있는 동안에, 그의 지도 교수는 로버트 맥킨지였으며, 그는 영국 사회주의 운동에 관한 포괄적인 연구를 준비하였으며, 이것이 그의 첫 번째 주요 저작이 되었다. 1959년 폴란드에서 출판되었고, 1972년에 개정되어 영어로 번역 출판되었다.
바우만이 "일상 생활에서의 사회학"(1964년)을 포함하여 다른 책들을 출판하러 갔을 때, 폴란드에는 상당히 대중적인 독자들이 있었고, 이는 나중에 영어로 쓴 교과서 "사회학적으로 생각하기"(1990년)의 기초가 되었다.
처음에, 바우만은 거의 정통 마르크스주의 교의를 유지했으나, 안토니오 그람시와 게오르크 지멜의 영향으로 그는 폴란드 공산 정부를 비판적으로 보게 되었다. 이 때문에 그는 교수자격시험을 통과한 후에도, 교수직을 맡으려 하지 않았다. 그의 이전 스승 율리안 호치펠드가 1962년 파리에서 사회 과학을 위한 유네스코 부서의 부의장이 되었을 때, 바우만은 사실상 호치펠드의 자리를 승계하였다.
대중추수주의적인 장관 미에테크 모차르에 의해 반시오니즘 운동이 지도되고, 정치적 압력의 증가에 직면하자, 바우만은 1968년 1월 집권당인 폴란드 공산당을 탈당했다. 1968년 3월, 폴란드의 정치적 위기와 함께, 반-시오니즘 운동은, 남아있는 폴란드 유대인들을 대부분 국외로 떠나도록 하는 추방령이 정점에 달했는데, 공산 정부로부터 신임을 잃은 많은 지식인들이 포함되어 있었다. 여기에는 바르샤바 대학교로부터 자리를 잃은 바우만도 속해 있었다. 출국을 허락 받기 위해, 폴란드 시민권을 포기한 후에, 그는 처음에 텔아비브 대학교에서의 교직을 위해 이스라엘에 갔었지만, 리즈 대학교가 그에게 사회학 자리를 수락하였고, 그는 여기서 간헐적으로 학과장의 자리를 맡았다. 그때 이래, 그는 그의 세 번째 언어인 영어만으로 거의 출판하였고, 그의 명성은 기하급수적으로 커졌다. 사실, 1990년대 말부터 바우만은 반세계화 또는 대안 세계화 운동에서 상당한 영향력을 발휘했다.
바우만은 작가 자니아 바우만과 결혼하여 세 명의 딸을 두었고, 그 중에 리디아 바우만은 화가이며 이레나 바우만은 건축가이다.

## 저작
바우만이 출판한 저서는 거의 30여권이나 되고, 100여 항목이 넘는다.. 이 책들의 대부분은 거의 공통된 주제를 다루는 데, 그것은 세계화와, 근대성, 포스트모더니티. 소비주의 그리고 윤리학에 관한 것들이다.

#### 초기 저작
영어로 출판한 바우만의 저작 중 가장 빠른 것은 영국의 노동 운동, 계급과 사회 계층론의 관계에 관한 연구인데, 오리지널은 1960년 폴란드에서 출판된 것이다.. 그는 1980년대 초까지 계급과 사회 갈등에 관한 주제로 출판을 계속했고, 그의 마지막 책은 "계급의 기억"에 관한 주제였다.. 그의 후기 책들에서는 계급의 문제를 직접적으로 거론하지 않았지만, 그는 사회주의자로서 자신을 기술하는 것은 계속했고, 결코 마르크스주의를 완전히 거부하지 않았다.. 특히, 마르크스주의 사상가 안토니오 그람시는 그에게 가장 크게 영향을 준 사람의 하나였다.

#### 근대성과 합리성
1980년대말과 1990년대초에 바우만은 근대성과 관료제, 합리성과 사회적 배제 사이의 관계를 다룬 여러 권의 책을 출판했다.. 바우만은 프로이트를 따라서, 유럽인의 근대성을 일종의 교환(거래)으로 평가하기에 이르렀는 데, 유럽 사회가 증가된 개인적 안정성의 이득을 얻기 위해, 일정 수준의 자유를 보류하는 데 동의했다고 주장했다. 바우만은 근대성(그는 이를 나중에 '정형화된' 형태로 정의하기에 이르렀다.)을 잘 알려지지않은 것들과 불확실한 것들을 제거하는 것이라고 주장하였는데 이는 자연을 지배하는 것, 위계적 관료제, 법과 규정, 관리와 범주화-익숙하고 정돈되어 있는 인간의 삶에 나타나서 혼돈적 모습을 불러 일으키는 개인적인 불안들을 점진적으로 제거하기 위해 시도되는 모든 것-를 포함한다. 그러나 여러 권의 책에서 바우만은, 그런 질서를 만들려는 시도를 통해서는 자신이 원하는 결과들을 이루는 데 결코 관리하지 못한다는 입장을 전개하기 시작했다. 삶을 익숙하고 관리 가능한 범주 내에 구성하고자 할 때, 그곳에는 그 집단의 구성원들은 분리하거나 지배하고, 관리할 수 없는 사회적 집단이 항상 존재하게 된다고 그는 주장했다. "근대성과 양가성"이라는 책에서 바우만은 "이방인"이라는 은유적인 인간 군상을 도입함으로써, 그런 불확정적인 사람들을 이론화하기 시작했다. 게오르크 지멜의 사회학과 자크 데리다의 철학에 기반을 두고, 바우만은 지금 그 '사회'의 "미결정"이고, 아직 "익숙치 않은" 사람을 그 이방인으로 묘사하기에 이른다.
"근대성과 양가성"에서 바우만은, 근대 사회가 그 낯선 사람들을 받아들이는 서로 다른 접근법들을 설명하려고 시도했다. 그는, 한편으로는, 소비자 지향의 경제에서 그 낯섦과 익숙치 않음은 항상 매혹적-다른 스타일의 음식, 다른 패션과 여행, 뭔가 익숙치않은 매력을 경험했을지 모를 여행에서-이다라고 주장했다. 아직 이 낯섦은 아직 부정적인 면이 있다. 그 이방인들은, 그가 통제되거나 규제받을 수 없기 때문에, 항상 공포의 대상이다. 그는 잠재적인 강도이거나, 그 사회의 영역 밖에서 끊임없이 위협하는 사람들이다. 바우만의 가장 유명한 책 "근대성과 홀로코스트"는, 이러한 종류의 공포들에 대한 위험성을 설명하려는 시도이다. 전체주의와 계몽 운동에 관한 해나 아렌트와 테오도어 아도르노의 책을 끌어들여서, 바우만은 홀로코스트가 단순히 유태인 역사에 나타난 하나의 사건도 아니며, 전근대적인 야만주의로의 후퇴도 아니라는 주장을 전개했다. 오히려, 그는 홀로코스트를 근대성과 그 질서를 만들려는 시도에 깊이 연결되어 있는 것으로 보아야한다고 주장했다. 절차적 이성, 업무를 더 작고 작게 만드는 노동의 분업, 다른 종들에 대한 분류학적 범주화, 규칙을 따르는 것이 도덕적으로 모두 선한 것이라고 간주하게 하는 경향성, 바우만은 이것들이 그 홀로코스트에서 발생하는 자신의 역할을 연기했다고 주장했다. 그리고 그는 이런 이유 때문에, 각 현대 사회들이 그 홀로코스트로부터의 교훈을 완전히 취하지 못했다고 주장했다. 이는 일반적으로 - 바우만의 은유를 사용해서 - 벽에 걸린 그림처럼, 일부의 교훈들만을 제공하는 것으로 간주된다. 바우만의 분석에 의하면, 유태인들은 유럽에서 "특별한"(par excellence) "이방인"이 되었다; 그에 의해 묘사된 최종적인 해결책은, 그들 안에 있는 기존의 거북하고 해결할 수 없는 요소들을 잘라내기 위하여, 사회들에 의해 그 시도들의 극단적인 예가 만들어졌다는 것이다. 철학자 조르조 아감벤처럼 바우만은, 홀로코스트에서 발생했던 그 같은 배제의 과정이 확장이 되고 있으며, 아직 활동하고 있다고 강력히 주장했다.

#### 포스트모더니티와 소비주의
1990년대 중후반, 바우만의 책들은두 개의 다른, 그러나 서로 관련을 맺고 있는 주제 - 포스트모더니티와 소비주의 - 를 주목하기 시작했다. 바우만은 20세기 후반기에 현대 사회에서 어떤 전이가 발생했다라는 견해를 전개하기 시작했다 - 그것은 생산자들의 사회에서 "소비자들"의 사회로 바꿘 것을 말한다. 이 치환은, 바우만이 주장한, 프로이드의 "근대적" 가치교환 개념을 뒤집었다. 이때 안전은 증가된 자유를 즐기고, 인생을 즐기고, 구매하고 소비하는 자유를 위해 포기되었다.
1990년대 그의 책에서 바우만은 "모더니티"로부터 "포스트모더니티"으로의 전환처럼, 이 전환에 대해 썼다. 밀레니엄 이후, 그의 책들에서 "유동적" 그리고 "고정적" 모더니티라는 은유를 사용함으로써, 그는 "포스트모더니티"라는 용어를 둘러싼 혼란을 피하려고 노력했다. 현대의 소비주의에 관한 그의 책에서 바우만은 아직 "고정된" 모더니티에 관해, 그의 저작에서 묘사한 것과 같은 어떤 불확실한 것에 관해 쓰고 있다; 그러나 이 책들에서 그는 속박하기 위해 더 산만해지고 곤란하게 하는 이 두려움들에 대해 쓰고 있다. 사실 그것들은, 그의 책 중에서 하나에 제목으로 사용된 "유동적 공포"(liquid fears) - 예를 들면 무형성이고 쉽게 식별할 수 없는 대상이다.

## 주요 수상
바우만은 1992년에 사회학 및 사회과학 부문 유럽 아말피 상과 1998년에 프랑크푸르트시의 테오도어 아도르노 상을 수상했다.

## 이력

### 바우만의 저서

#### 바르샤바 시기
- 1957: Zagadnienia centralizmu demokratycznego w pracach Lenina [Questions of Democratic Centralism in Lenin's Works]. Warszawa: Książka i Wiedza.
- 1959: Socjalizm brytyjski: Źródła, filozofia, doktryna polityczna [British Socialism: Sources, Philosophy, Political Doctrine]. Warszawa: Państwowe Wydawnictwo Naukowe.
- 1960: Klasa, ruch, elita: Studium socjologiczne dziejów angielskiego ruchu robotniczego [Class, Movement, Elite: A Sociological Study on the History of the British Labour Movement]. Warszawa: Państwowe Wydawnictwo Naukowe.
- 1960: Z dziejów demokratycznego ideału [From the History of the Democratic Ideal]. Warszawa: Iskry.
- 1960: Kariera: cztery szkice socjologiczne [Career: Four Sociological Sketches]. Warszawa: Iskry.
- 1961: Z zagadnień współczesnej socjologii amerykańskiej [Questions of Modern American Sociology]. Warszawa: Książka i Wiedza.
- 1962 (with Szymon Chodak, Juliusz Strojnowski, Jakub Banaszkiewicz): Systemy partyjne współczesnego kapitalizmu [The Party Systems of Modern Capitalism]. Warsaw: Książka i Wiedza.
- 1962: Spoleczeństwo, w ktorym żyjemy [The Society We Live In]. Warsaw: Książka i Wiedza.
- 1962: Zarys socjologii. Zagadnienia i pojęcia [Outline of Sociology. Questions and Concepts]. Warszawa: Państwowe Wydawnictwo Naukowe.
- 1963: Idee, ideały, ideologie [Ideas, Ideals, Ideologies]. Warszawa: Iskry.
- 1964: Zarys marksistowskiej teorii spoleczeństwa [Outline of the Marxist Theory of Society]. Warszawa: Państwowe Wydawnictwo Naukowe.
- 1964: Socjologia na co dzień [Sociology for Everyday Life]. Warszawa: Iskry.
- 1965: Wizje ludzkiego świata. Studia nad społeczną genezą i funkcją socjologii [Visions of a Human World: Studies on the social genesis and the function of sociology]. Warszawa: Książka i Wiedza.
- 1966: Kultura i społeczeństwo. Preliminaria [Culture and Society, Preliminaries]. Warszawa: Państwowe Wydawnictwo Naukowe.

#### 리즈 시기
- 1972: Between Class and Elite. The Evolution of the British Labour Movement. A Sociological Study. Manchester: Manchester University Press ISBN 0-7190-0502-7(Polish original 1960)
- 1973: Culture as Praxis. London: Routledge & Kegan Paul. ISBN 0-7619-5989-0
- 1976: Socialism: The Active Utopia. New York: Holmes and Meier Publishers. ISBN 0-8419-0240-2
- 1976: Towards a Critical Sociology: An Essay on Common-Sense and Emancipation. London: Routledge & Kegan Paul. ISBN 0-7100-8306-8
- 1978: Hermeneutics and Social Science: Approaches to Understanding. London: Hutchinson. ISBN 0-09-132531-5
- 1982: Memories of Class: The Pre-history and After-life of Class. London/Boston: Routledge & Kegan Paul. ISBN 0-7100-9196-6
- c1985 Stalin and the peasant revolution: a case study in the dialectics of master and slave. Leeds: University of Leeds Department of Sociology. ISBN 0-907427-18-9
- 1987: Legislators and interpreters - On Modernity, Post-Modernity, Intellectuals. Ithaca, N.Y.: Cornell University Press. ISBN 0-8014-2104-7
- 1988: Freedom. Philadelphia: Open University Press. ISBN 0-335-15592-8
  - 2002년: 《자유》, 문성원(옮긴이), 이후(시울). ISBN 978-89-88105-45-0
- 1989: Modernity and The Holocaust. Ithaca, N.Y.: Cornell University Press 1989. ISBN 0-8014-2397-X
- 1990: Paradoxes of Assimilation. New Brunswick: Transaction Publishers.
- 1990: Thinking Sociologically. An introduction for Everyone. Cambridge, Mass.: Basil Blackwell. ISBN 0-631-16361-1
- 1991: Modernity and Ambivalence. Ithaca, N.Y.: Cornell University Press. ISBN 0-8014-2603-0
- 1992: Intimations of Postmodernity. London, New York: Routhledge. ISBN 0-415-06750-2
- 1992: Mortality, Immortality and Other Life Strategies. Cambridge: Polity. ISBN 0-7456-1016-1
- 1993: Postmodern Ethics. Cambridge, MA: Basil Blackwell. ISBN 0-631-18693-X
- 1994: Dwa szkice o moralności ponowoczesnej [Two sketches on postmodern morality]. Warszawa: IK.
- 1995: Life in Fragments. Essays in Postmodern Morality. Cambridge, MA: Basil Blackwell. ISBN 0-631-19267-0
- 1996: Alone Again - Ethics After Certainty. London: Demos. ISBN 1-898309-40-X
- 1997: Postmodernity and its discontents. New York: New York University Press. ISBN 0-7456-1791-3
- 1997: Ciało i przemoc w obliczu ponowoczesności [Body and Violence in the Face of Postmodernity]. Toruń: Wydawnictwo Naukowe Uniwersytetu Mikołaja Kopernika. ISBN 83-231-0654-1
- 1997: (with Roman Kubicki, Anna Zeidler-Janiszewska) Humanista w ponowoczesnym świecie - rozmowy o sztuce życia, nauce, życiu sztuki i innych sprawach [A Humanist in the Postmodern World - Conversations on the Art of Life, Science, the Life of Art and Other Matters]. Warszawa: Zysk i S-ka. ISBN 83-7150-313-X
- 1998: Work, consumerism and the new poor. Philadelphia: Open University Press. ISBN 0-335-20155-5
- 1998: Globalization: The Human Consequences. New York: Columbia University Press. ISBN 0-7456-2012-4
  - 2003년: 《지구화, 야누스의 두 얼굴》, 김동택(옮긴이), 한길사. ISBN 978-89-356-5525-0
- 1999: In Search of Politics. Cambridge: Polity. ISBN 0-7456-2172-4
- 2000: Liquid Modernity. Cambridge: Polity ISBN 0-7456-2409-X
  - 《액체 근대》, 이일수 역, 강, ISBN 978-89-8218-131-3
- (2000 [ed. by Peter Beilharz]: The Bauman Reader. Oxford: Blackwell Publishers. ISBN 0-631-21492-5)
- 2001: Community. Seeking Safety in an Insecure World. Cambridge: Polity. ISBN 0-7456-2634-3
- 2001: The Individualized Society. Cambridge: Polity. ISBN 0-7456-2506-1
- 2001 (with Keith Tester): Conversations with Zygmunt Bauman. Cambridge: Polity. ISBN 0-7456-2664-5
- 2001 (with Tim May): Thinking Sociologically, 2nd edition. Oxford: Blackwell Publishers. ISBN 0-631-21929-3
- 2002: Society Under Siege. Cambridge: Polity. ISBN 0-7456-2984-9
- 2003: Liquid Love: On the Frailty of Human Bonds, Cambridge: Polity. ISBN 0-7456-2489-8
- 2003: City of fears, city of hopes. London: Goldsmith's College. ISBN 1-904158-37-4
- 2004: Wasted Lives. Modernity and its Outcasts. Cambridge: Polity. ISBN 0-7456-3164-9
- 2004: Europe: An Unfinished Adventure. Cambridge: Polity. ISBN 0-7456-3403-6
- 2004: Identity: Conversations with Benedetto Vecchi. Cambridge: Polity. ISBN 0-7456-3308-0
- 2005: Liquid Life. Cambridge: Polity. ISBN 0-7456-3514-8
- 2006: Liquid Fear. Cambridge: Polity. ISBN 0-7456-3680-2
- 2006: Liquid Times: Living in an Age of Uncertainty. Cambridge: Polity. ISBN 0-7456-3987-9
- 2007: Consuming Life. Cambridge: Polity. ISBN 0-7456-4002-8
- 2008: Does Ethics Have a Chance in a World of Consumers?. Harvard University Press. ISBN 0-674-02780-9

### 바우만에 관한 저서
- 1995: Richard Kilminster, Ian Varcoe (eds.), Culture,Modernity and Revolution: Essays in Honour of Zygmunt Bauman. London: Routledge. ISBN 0-415-08266-8
- 2000: Peter Beilharz, Zygmunt Bauman: Dialectic of Modernity. London: Sage. ISBN 0-7619-6735-4
- 2000: Dennis Smith, Zygmunt Bauman: Prophet of Postmodernity (Key Contemporary Thinkers). Cambridge: Polity. ISBN 0-7456-1899-5
- 2004: Keith Tester, The Social Thought of Zygmunt Bauman. Palgrave MacMillan. ISBN 1-4039-1271-8
- 2005: Tony Blackshaw, Zygmunt Bauman (Key Sociologists). London/New York: Routledge. ISBN 0-415-35504-4
- 2006: Keith Tester, Michael Hviid Jacobsen, Bauman Before Postmodernity: Invitation, Conversations and Annotated Bibliography 1953-1989. Aalborg: Aalborg University Press. ISBN 87-7307-738-0
- 2007: Keith Tester, Michael Hviid Jacobsen, Sophia Marshman, Bauman Beyond Postmodernity: Conversations, Critiques and Annotated Bibliography 1989-2005. Aalborg: Aalborg University Press. ISBN 87-7307-783-6
- 2007: Anthony Elliott (ed.), The Contemporary Bauman. London: Routledge. ISBN 0-415-40969-1
- 2008: Michael Hviid Jacobsen, Poul Poder (eds.), The Sociology of Zygmunt Bauman: Challenges and Critique. London: Ashgate. ISBN 0-7546-7060-0.